# Friedrich Daniel Schlemme
Friedrich Daniel Schlemme (* 1967 in Berlin) ist ein deutscher Maler und Bildhauer.

## Leben
Nach seinem Abitur 1984 in Berlin begann Schlemme seine künstlerische Ausbildung, indem er zwei Jahre in der Radierwerkstatt seines Vaters Michael Schlemme lernte und arbeitete, der mit dem Kupferstich das älteste Tiefdruckverfahren anwendet und etliche Werke gedruckt und ausgestellt hat.
Danach studierte Schlemme zwei Jahre Visuelle Kommunikation an der Hochschule der Künste Berlin, unter anderem bei Joachim Dunkel und Jürgen Spohn. 1997 wurde Schlemme Meisterschüler bei Volker Stelzmann, in dessen Fachklasse er seit 1989 Freie Malerei studiert hatte. Außerdem studierte er Bildhauerei bei Yoshimi Hashimoto.
Seit 1997 ist Schlemme freischaffender Künstler und war mit Gemälden, Skulpturen und Zeichnungen auf vielen Ausstellungen im In- und Ausland zu sehen, so zum Beispiel in Seoul (Korea) bei der Ausstellung „Deutsche Figurative Malerei“, bei der auch Gerhard Richter, Georg Baselitz, Jörg Immendorff, Markus Lüpertz, A. R. Penck und Salomé ausstellten. In den 2000er Jahren unterrichtete er Kontextuelle Malerei an der Akademie der bildenden Künste Wien.
Er lebt mit seiner Frau und seinen beiden Kindern in Berlin.

## Stil
Ein ins Mystische gesteigerter Bildeindruck bei Schlemmes Werken ergibt sich dadurch, dass er naturalistische Bildfolgen mit grellbunten Neonfarben verfremdet. Bis zur Unschärfe verzerrte grelle Markenzeichen werden vom Unterbewusstsein wie „Reliquien“ wahrgenommen und dekodiert. Schlemmes Bilder sind von erstaunlicher Qualität und Sorgfalt gemalt und angelegt. Symbolisch aufgeladen ist auch sein Zyklus „Hände“, bei dem eleganten Finger provokant mit dem Ehering spielen oder behutsam nach einer Perle greifen. Sie stehen im Kontext europäischer Kunstgeschichte und sind für Schlemme untrennbar mit seiner künstlerischen Entwicklung verbunden.
Schlemme liebt das Spiel mit den Gegensätzen. So wird Dunkel zu Hell und starre Formen lösen sich auf und geraten ins Fließen. Die Inhalte werden umgekehrt, um freie Interpretationen und Gedanken zu ermöglichen. Er wählt Farben, die starke Leuchtkraft besitzen und die Szenen in geheimnisvolles Licht tauchen, vertauscht Farben und nutzt gezielte Beleuchtung. Manches wirkt wie eine Röntgenaufnahme. Er fertigt zuerst Fotografien an, die er am Computer verfremdet -- sie werden dann zur Vorlage für die Malerei. Motive sind Alltagssituationen, die auf seinen Bildern eine andere, gegensätzliche Wirkung erhalten und durch das Spiel mit der Vertauschung manchmal in einen fremdartigen Kontext gesetzt sind. Eine Kühlschranktür kann ein Fußballplatz werden. Es gibt auch Darstellungen, die an fließendes Metall, Zellteilungen und den Lauf eines Flusses erinnern. Schlemme regt den Betrachter zu eigenen Gedanken an, die Wahrnehmung des Betrachters wird hinterfragt. Auch dafür nutzt Schlemme die visuellen Bildeffekte der Medienwelt. Dinge des banalen Alltags erhalten so eine seltsame Entrücktheit und eine hohe Aussagekraft.
In Schlemmes Spiel mit der Wahrnehmung wirken seine farbsatten Ölbilder auch wie Architekturstudien. Die Linien leiten den Blick des Betrachters, begrenzen und öffnen Räume, aber sind zugleich auch Achsen, an denen sich Innen und Außen verwirrend spiegeln. Aber auch seine abstrakt-geometrischen Bleistiftzeichnungen können die Augen täuschen. In seinen Werken setzt er sich auch immer wieder mit der Wahrnehmung des Raumes und der Objekte in ihm auseinander.
Schlemme malt auch Montagen von Internetwerbung, eigene Fotografien und Extrakte aus Katalogen. Die ästhetische Erscheinung dieser Bilder nutzt er, um Verbindungen zwischen ihnen herzustellen. Seine Malerei reflektiert die kulturelle Bedeutung von Werbung und seiner Symbolik und zeigt ihre ikonographische Bedeutung für den Menschen auf.

## Werke in öffentlichen Sammlungen
- Kunstsammlung der Stadt Madrid[14]
- Deutsche Bank Artworks. Das globale Kunstprogramm der deutschen Bank.[15]
- Berlinische Galerie
- Linklaters, London[16]

## Gruppenausstellungen (Auswahl)
- 2000 Galerie Antonio de Barnola, Barcelona
- 2001 Sommerausstellung „3x1“, Galerie Schuster, Frankfurt/Main
- 2001 Galerie Parterre, Berlin, mit Christian Ebert
- 2003 „Malerei hoch zwei“, Galerie Tammen, Berlin, mit Jens Wohlrab
- 2005 eVISION – 10 Jahre Kunstpreis der Stadt Limburg, Historisches Rathaus, Limburg
- 2005 Zur Kasse bitte! Ludwig Forum für internationale Kunst, Aachen[17]
- 2005 Galerie Wittenbrink, München[17]
- 2005 Shopping, Galerie der Stadt Backnang, Backnang
- 2006 Kunstsammlung der Stadt Limburg, Limburg[18]
- 2007 Art Lounge, Galerie Ilka Klose, Würzburg[19]
- 2007 Galerie Peter Tedden, Düsseldorf
- 2008 Woher kommen wir, Was sind wir, Wohin gehen wir. arteversum, Düsseldorf[20]
- 2009 Berliner Perspektiven, Galerie Ilka Klose, Würzburg
- 2009 Fokus Figur – 30 Jahre „Die Galerie“, Frankfurt[21]
- 2009 „Deutsche Figurative Malerei“, „Die Galerie“, Seoul/Korea (u. a. mit Gerhard Richter, Georg Baselitz, Jörg Immendorff, Markus Lüpertz, A. R. Penck und Salomé (Künstler)|Salomé)
- 2010 Art Paris
- 2010 nicht von hier. orth für aktuelle kunst, Offenbach[6]
- 2011 Prozess N° 11, Prozessgalerie, Berlin, Prozess N° 6 – Prozessgalerie, Berlin
- 2013 3. Int. André Evard-Preis für konkret-konstruktive Kunst, Kunsthalle Messmer, Riegel am Kaiserstuhl[19]
- 2014 Biennale Rio De Janeiro[22]
- 2015 Kuboshow, Herne[23]
- 2015 Kunstverein Barsinghausen[24]
- 2016 4th International Evard-Art Award, Kunsthalle Messmer, Riegel am Kaiserstuhl[19]
- 2015 Galerie AVA, Belem (Brasilien)
- 2016 Schwartzsche Villa, Rauminstallation[25]
- 2017 Amsterdam[26]

Schlemme nahm auch an zahlreichen Kunstmessen Teil:
- 2002–2010 Art Cologne, Art Frankfurt, Art London, Scope London, Kölner Liste, Art DAEGU, Art Chicago, KIAF Seoul
- 2011 India Art Summit (Jetzt: India Art Fair)

## Einzelausstellungen (Auswahl)
- 1998 Malerei und Zeichnung 1994–1998, Galerie am Chamissoplatz, Berlin[27]
- 2001 Galerie Remise, Berlin
- 2001 Galerie Schuster, Frankfurt
- 2002 Galerie Vertigo, London
- 2003 Galerie tammen und busch, Berlin, mit Jens Wohlrab
- 2003 Go Shopping. Galerie Peter Tedden, Düsseldorf[17]
- 2004 Galerie Vertigo, London
- 2005 Galerie Wittenbrink, München[28]
- 2005 Galerie Schuster, Berlin
- 2007 Ambiente Galerie Peter Tedden, Düsseldorf[17]
- 2009 Galerie Ilka Klose, Würzburg, mit Harald Gnade und Christian Rothmann[8]
- 2010 Skulpturen und Wandarbeiten, Galerie tammen und busch, mit Gisela von Bruchhausen
- 2013 Galerie Ilka Klose, Würzburg, mit Christian Rothmann
- 2016 Wie es gesehen wird, Skulpturen, Gemälde und Scherenschnitte, Kunstverein Westerland, Sylt[29]

## Auszeichnungen und Stipendien
- 1993–1994 Erasmusstipendium Madrid
- 1994 Circuitos, Kunstpreis der Stadt Madrid[30]
- 2000 Kunstpreis der Stadt Limburg[31]

## Veröffentlichungen
- Malerei und Zeichnung 1994–1998 / FD Schlemme, Katalog zur Ausstellung in der Galerie am Chamissoplatz 1998. Einführung von Herwig Roggemann, Galerie am Chamissoplatz, Berlin 1998.
- Thomas Spahn (Hrsg.): Handmade / FD Schlemme. Katalog, FD Verlag, Hamburg 2005, ISBN 3-00-016035-3.
- go shopping / FD Schlemme. Katalog zur Ausstellung 2003, Galerie Tedden, Düsseldorf 2003.
- Peter Tedden (Hrsg.): Ambiente / FD Schlemme. Katalog zur Ausstellung, Galerie Tedden, Düsseldorf 2007.
- Friedrich Daniel Schlemme: Das Abenteuer bewahren. In: Rosemarie Donhuijsen, Konrad Donhuijsen (Hrsg.): Joachim Dunkel: Dunkel’s Geheimnis – Texte zu Leben und Werk. Arenhövel, Berlin 2010, ISBN 978-3-922912-70-5.